# Adriana Ozores
Adriana Ozores Muñoz (Madrid, 21 de maio de 1959) é uma atriz espanhola. Em 1999, ganhou o Prêmio Goya de melhor atriz coadjuvante pelo seu papel no filme La hora de los valientes.